# Nordals och Sundals tingslag
Nordals och Sundals tingslag var mellan 1910 och 1947 ett tingslag i Älvsborgs län och i Nordals, Sundals och Valbo domsaga. Tingslaget omfattade Nordals härad och Sundals härad. Tingsplats var Mellerud.
Tingslaget bildades 1910 av Nordals tingslag och Sundals tingslag. Det uppgick 1 januari 1948 i Nordals, Sundals och Valbo tingslag. 